# Flüchtlingslager Kløvermarken
Das Flüchtlingslager Kløvermarken (dänisch Flygtningelejren på Kløvermarken) war ein Internierungslager in Kopenhagen in Dänemark. Es bestand von Ende 1945 bis 1949. Standort war Kløvermarken auf Amager. Es war das größte Lager in und um Seeland, in dem deutsche zivile Flüchtlinge untergebracht wurden, die in den letzten Kriegswochen auf ihrer Flucht vor den Kriegsfolgen von der deutschen Wehrmacht nach Dänemark gebracht wurden. Von den 240.000 Flüchtlingen kamen etwa 92.000 in 151 Lagern in Kopenhagens Umgebung unter. In Kløvermarken waren rund 19.000 Flüchtlinge untergebracht.

## Vorgeschichte
Von 1909 bis Herbst 1945 war das Areal ein Kleinflugplatz, den Dänemark und die deutsche Besatzungsmacht nutzten. 1912 landete dort der Zeppelin LZ 13 Hansa auf seiner Vorführtour in Skandinavien. Hermann Göring war dort 1919 als Militärberater stationiert. Im Gegensatz zum größeren Flüchtlingslager mit 36.000 Flüchtlingen in Oksbøl auf Jütland, das in einem ehemaligen Militärlager der deutschen Besatzungsmacht untergebracht war, wurde das Lager Kløvermarken erst ab September 1945 neu aufgebaut, um die mit deutschen Flüchtlingen belegten Schulen in Kopenhagen frei zu bekommen.

## Geschichte des Lagers

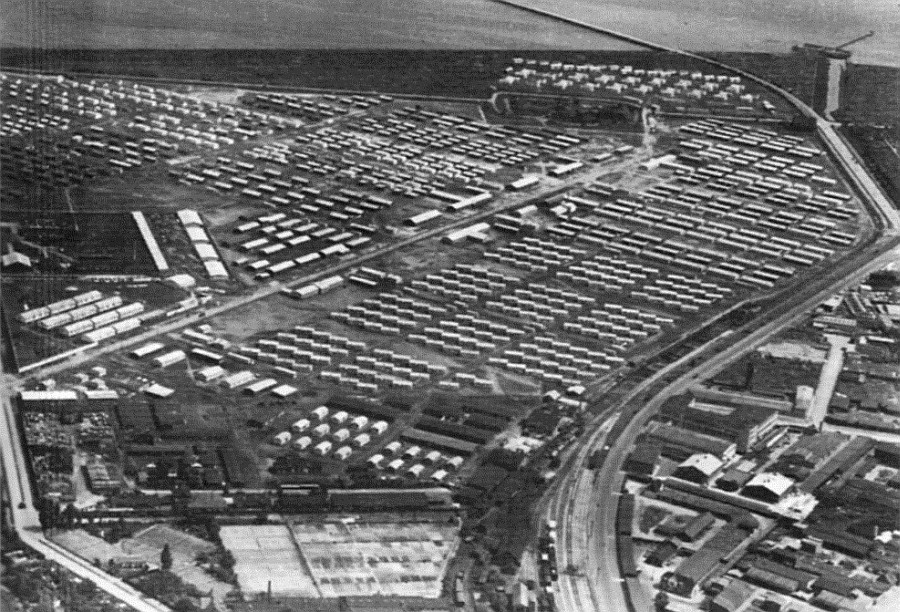
Luftbild des Lagers Kløvermarken

Bis zum Ende des Zweiten Weltkrieges hatten sich rund 238.000 deutsche Flüchtlinge, hauptsächlich aus Ostpreußen und Pommern, in Dänemark angesammelt. Auf Seeland und Lolland-Falster waren es 124.000, der Rest war auf Fünen und auf Jütland. In Kopenhagen waren sämtliche Hotels, Turnhallen und Schulen als Obdach für die Flüchtlinge von der deutschen Besatzungsmacht beschlagnahmt worden. Als infolge der aussichtslosen Rückführung der Flüchtlinge nach Kriegsende nach den Sommerferien 1945 kein Unterricht für die dänischen Schüler in ihren eigenen Schulen möglich war, beschloss die dänische Regierung im Herbst 1945, ein Barackenlager für 19.000 Flüchtlinge auf dem Gelände des Kleinflugplatzes Kløvermarken zu errichten.
Die Holzindustrie in Schweden bot 200 Baracken vom Typ „Holzfäller“ und die schnelle Lieferung weiterer, größerer Baracken bis Mitte 1946 an. Im Oktober 1945 waren 2200 Leute mit dem Aufbau der Baracken beschäftigt. Das Gelände Kløvermarken war erst geplant worden, nachdem die Errichtung eines Lagers in Bellahøj in Kopenhagen auf einem Viehmarkt- und Festgelände am heftigen Protest der dänischen Bauern scheiterte. Kløvermarken hatte einen Hafen zur Anlieferung der Baracken und eine Bahnanbindung. Das Areal war sandig und feucht, die Baracken mussten auf Pfähle gegründet werden.
Zuvor hatte Dänemark versucht, die Flüchtlinge nach Deutschland unter dem Schlagwort „Repatriierung“ zurückzuführen. Diese Verhandlungen mit den Alliierten als Besatzungsmächte in Deutschland verliefen erfolglos. Jedoch erfolgte die Anerkennung Dänemarks durch die Alliierten wegen der dänischen Freiheitskämpfer gegen die deutsche Besatzung zu einer Siegermacht des Zweiten Weltkrieges. Dadurch wurden die Flüchtlinge völkerrechtlich nach dem Genfer Abkommen Gefangene Dänemarks. Sie konnten interniert werden, dafür musste Dänemark für die Ernährung sorgen. Das Gelände Kløvermarken wurde daher mit einem mannshohen doppelten Stacheldrahtzaun mit Laufgang für Bewacher versehen. Am östlichen Rand des Flüchtlingslagers wurde getrennt ein Lazarett für die in Dänemark verbliebenen verwundeten deutschen Soldaten gebaut.
Begonnen wurde der Aufbau des Lagers mit Planierung von Verbindungswegen und der Errichtung von größeren Gemeinschaftsbaracken, wie zentrale Küche, Verwaltung, Werkstätten, Krankenstation und eine Vielzahl von Latrinen, „Zwölfzylinder“, wie sie vom Deutschen Volkssturm bekannt waren, bevor die ersten Wohnbaracken errichtet wurden. Später wurden noch Schul-, Turn-, Sauna-, Film- und Theaterbaracken fertig. Die ersten Flüchtlinge kamen schon zum Jahreswechsel 1945/46, der gesamte Aufbau des Lagers war erst Mitte 1946 abgeschlossen. Dann waren fast 20.000 Flüchtlinge in rund 900 Baracken im Lager untergebracht.
Am 2. November 1946 begann die Repatriierung vom Lager Kolding aus, am 12. November 1946 fuhr von Kløvermarken der erste von mehreren Teiltransporten mit deutschen Flüchtlingen in die britische Besatzungszone ab. Weitere Transporte erfolgten nur noch im Frühjahr 1947 in die Amerikanische Zone, bevor Ende 1948 weitere Flüchtlinge nach Deutschland ausreisen konnten und das Lager aufgelöst wurde.
1949, nach Abfahrt der letzten Flüchtlinge, wurde das Lager Kløvermarken total abgeräumt. Es sind keine Überreste mehr vorhanden, die auf die Nutzung als Standort für ein Internierungslager hinweisen.

## Leben im Lager

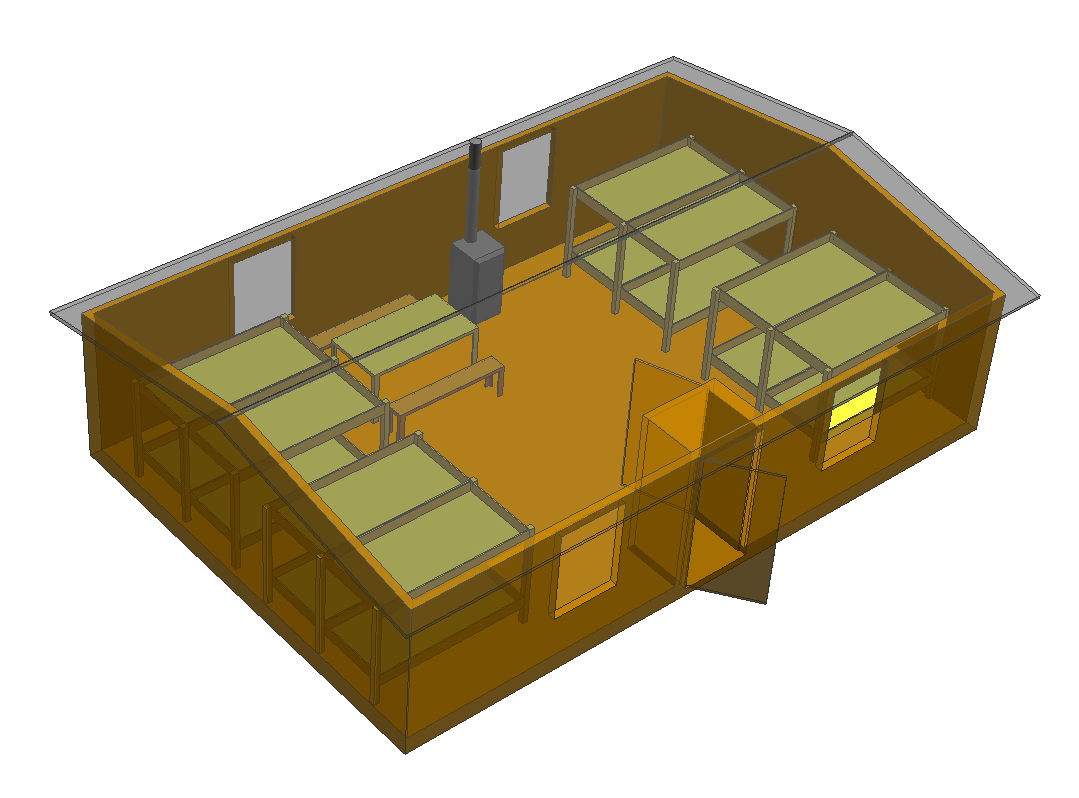
Gedächtnisskizze der Baracke vom Typ Holzfäller für 16 Betten mit sonstiger Inneneinrichtung. (Es sind die kleineren Baracken links im obigen Bild.)

Im Lager waren hauptsächlich Frauen mit Kindern und wenige ältere Leute. Alle waren vorher bereits in Behelfslagern in Kopenhagen gewesen und das Lagerleben gewohnt. Trotz Enge und wenig Privatsphäre in den Baracken, Traumatisierungen durch die Flucht, Verlust von Angehörigen und verordnetem Müßiggang, verlief das Zusammenleben doch einmütig ab. Allerdings musste die Lagerleitung gelegentlich Umquartierungen vornehmen, um zerstrittene Parteien zu trennen. Das etwa ein Quadratkilometer große Areal ließ eine bescheidene Bewegungsfreiheit zu. Im Gegensatz zu vielen kleineren Lagern in Dänemark kam das Gefühl des Eingesperrtseins und Auflaufen an den Zaun nicht sofort auf. Ab 22 Uhr war Nachtruhe angeordnet, Spaziergänge waren dann nicht mehr erlaubt.

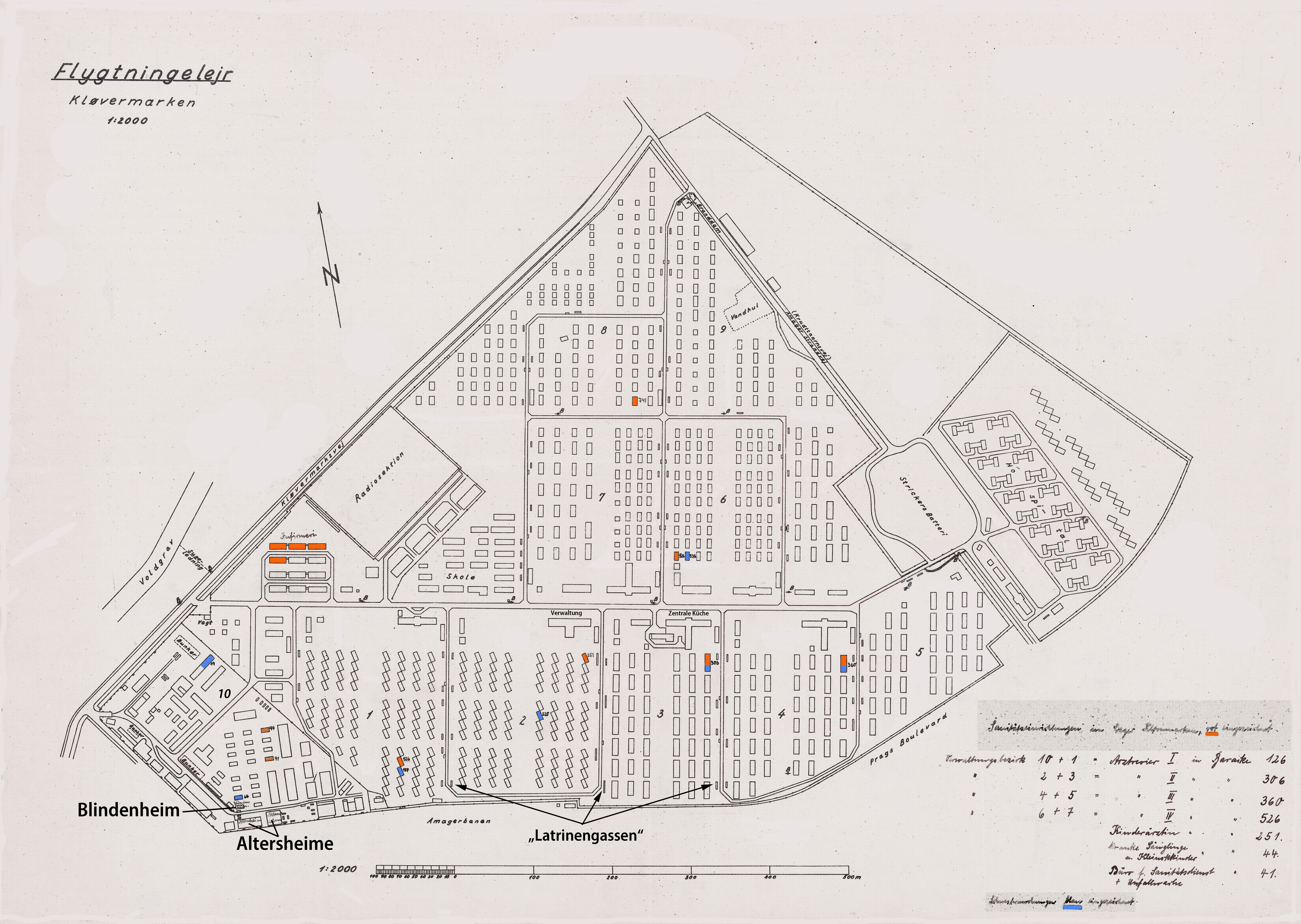
Im Bauplan von Kløvermarken eingezeichnetes Gesundheitssystem. Das Lager war in zehn Blöcke eingeteilt. Der Aufbau begann mit den Blöcken 1 und 2 mit Baracken für 16 Betten. Es folgten dann Baracken für 60-80 Betten. Die späteren Baracken im nördlichen Bereich waren dann wieder kleiner. Zwischen den Blöcken mit Versorgungswegen waren die Latrinen angeordnet. Mittig an der Verbindungsstraße von West nach Ost, waren die Verwaltungsbaracken und die zentrale Küche. Rechts unten mit Hospital gekennzeichnet war ein Lazarett für deutsche Soldaten (Langzeitpatienten).

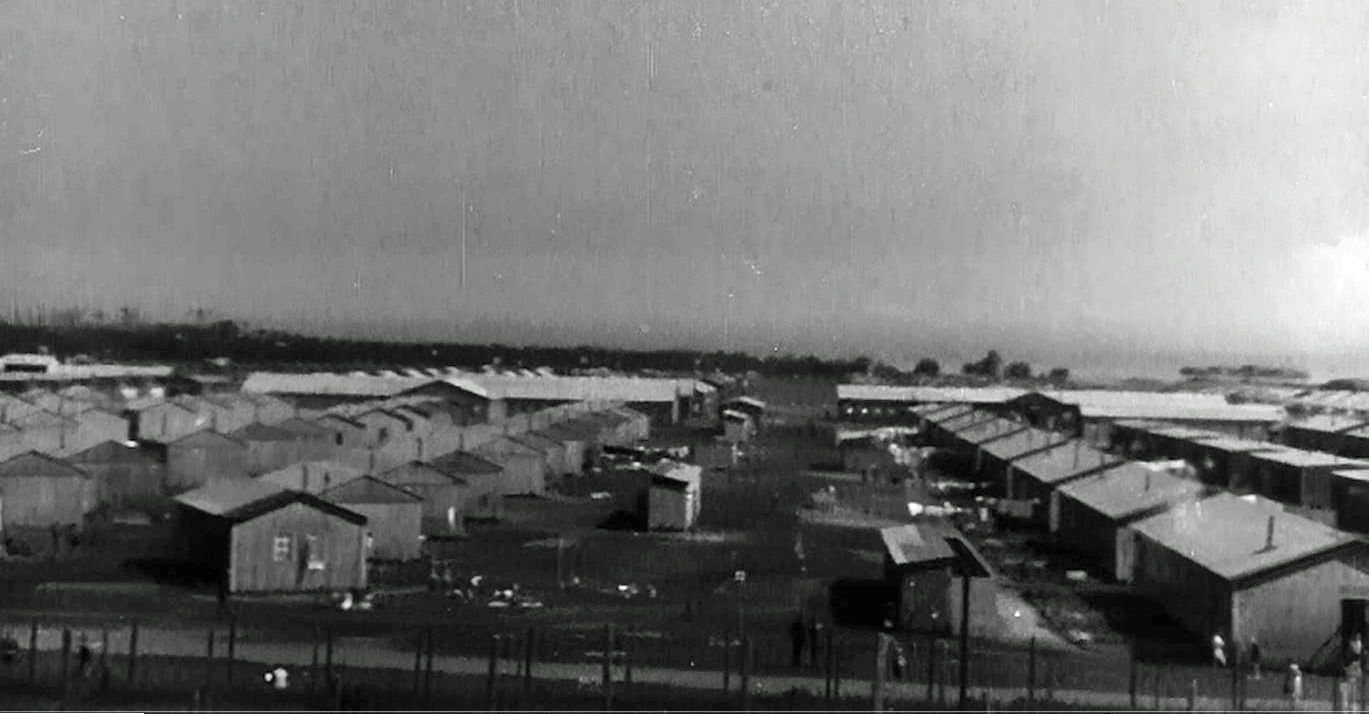
Links die kleineren Baracken, in der Mitte die Freifläche mit den Latrinen und rechts die größeren Baracken. Die querstehende lange Baracke links war die Verwaltung mit Vorratslager, die querstehende lange Baracke rechts die zentrale Küche. Am unteren Bildrand ist der doppelte Stacheldrahtzaun mit Laufgang für Bewacher zu sehen.

Das Leben im Lager lief völlig eigenständig ab. Ausgang aus dem Lager gab es bis auf wenige Sonderfälle nicht. Kaum 20 arbeitsfähige Männer hatten Anstellungen bei den Dänen gefunden oder waren beim Deutschen Minenräumdienst, der im Auftrag der Engländer die Gewässer um Dänemark von Minen räumte, tätig. Es gab einen dänischen Lagerleiter, eine Verwaltung mit angeschlossenem „Wohnungsamt“, ein ärztliches Versorgungssystem mit Krankenstation und eine eigene Gerichtsbarkeit. Hier wurden Verstöße gegen die Lagerordnung, Diebstähle, Tätlichkeiten im Lager und Vergehen gegen das Fraternisierungsverbot verhandelt und abgeurteilt. Die dänische Regierung lieferte täglich Lebensmittel, die in einer Lagerbaracke bevorratet, in der zentralen Küche verarbeitet und an die Lagerinsassen verteilt wurden. Das Essen wurde zu festgelegten Zeiten in Kübeln auf Handkarren zu Ausgabepunkte gefahren, dort wurden die Portionen abgeholt. Die Verpflegung im Lager war ausreichend und ausgewogen, aber eintönig. Die Erwachsenen waren umschichtig zur Küchenarbeit und zu Reinigungsaufgaben eingeteilt.
Ab Frühjahr 1946 bekamen die einzelnen Familien ein kleines Stück Gartenland zwischen den Baracken zugewiesen, wo sie Gemüse und Kartoffeln anbauen konnten. Die Sämereien für Blumen und Tabak wurden von der Verwaltung ausgegeben. Gartengeräte wurden an zentralen Depots ausgeliehen. Ab Frühjahr 1946 wurde die Post- und Briefsperre aufgehoben und es durften Briefe, jedoch zensiert und in Großbuchstaben mit 25 Worten geschrieben, zwischen den Lagern und nach Deutschland geschickt werden.
Ab Mitte 1946 erfolgte in den Schulbaracken Unterricht mit deutschen Lehrern aus dem Lager und zusätzlich von diesen ausgebildeten „Hilfslehrern“. Es gab Turnbaracken sowie Turnunterricht. In den drei Kirchenbaracken fanden Gottesdienste, Taufen, Konfirmationen, Kommunionen und Trauerfeiern statt. Filme wurden in der Veranstaltungsbaracke gezeigt und Theatergruppen führten Stücke vor. Ärzte praktizierten in ihren Wohnbaracken, wie auch ein Zahnarzt Dienst tat. Es gab ein Blinden- und Altersheim und einen Friseursalon, zu dem sich die Lagerbewohner mit Wartezeiten anmelden mussten. Vorhanden waren Bad- und Saunabaracken, zu denen der Zugang mehrfach wöchentlich eingeteilt wurde.
Das Leben in den Baracken war spartanisch und ohne Privatsphäre. Geschlafen wurde in Vier-Personen-Etagendoppelbetten. In dem kleineren Barackentyp Holzfäller waren 16 Betten, meistens jedoch mehr Personen. Kinder unter sechs Jahre mussten zu zweit in einem Bett schlafen, Säuglinge bei der Mutter, sofern kein eigener Kinderwagen vorhanden war. Das Bettzeug bestand aus strohgefüllten Matratzen und mit Spreu gefüllten Kissen, bei beiden diente festes und braunes Krepppapier als Hülle. Die Zudecke war ebenfalls aus diesem Krepp, aber mit Papierlagen innen, dünner gesteppt. Diese Garnituren wurden im 8–12-Wochenrhythmus erneuert. Die kleineren Baracken hatten nur einen Kanonenofen, einen Tisch und zwei Sitzbänke. Auf dem Kanonenofen wurde Tee gekocht. In den größeren Baracken für bis 100 Personen waren dementsprechend mehr Kanonenöfen und mehr Tische und Bänke vorhanden. Als Heizmaterial wurde hauptsächlich Torf, gelegentlich Kohle und Holz zugeteilt. Das Holz stammte überwiegend aus Baumstrünken, die in Dänemark ausgegraben und aus ganz Skandinavien importiert wurden. Dieses teilweise phosphorhaltige, zersetzte Holz leuchtete in der Dunkelheit.
Waschgelegenheit mit Wasseranschluss gab es in den Baracken nicht. Da keine Toiletten vorhanden waren, mussten Latrinen außerhalb der Gebäude benutzt werden. Die morgendliche Hygiene beschränkte sich auf eine Katzenwäsche mit feuchtem Lappen. Wasser gab es an zentralen Zapfstellen. Gelegentlich wurden Zahnbürsten und ein Zahnpastastein ausgegeben. Krankenschwestern gingen durch die Baracken und verabreichten den Kindern Lebertran.
Im Lager wurden die Deutschen Nachrichten, eine Wochenzeitung für die Flüchtlinge in Dänemark, durch Spenden von außen – die Flüchtlinge durften kein dänisches Geld besitzen und hätten die Zeitung nicht kaufen können – verteilt, wie es auch Durchsagen und Kurzansprachen über im Lager verteilte Lautsprecher gab. Dadurch hatten die Lagerinsassen gute Kenntnis über die Verhältnisse in Deutschland, was die Zufriedenheit im Lager förderte. Bei aller Internierung und sonstigen Einschränkungen gab es im Lager keinen Hunger und Kampf um die tägliche Existenz wie es zur gleichen Zeit in den Besatzungszonen in Deutschland üblich war.
Das Lager hatte eine Vermissten-Suchdienststelle des Roten Kreuzes. Telefonate nach Dänemark oder ins Ausland waren aber untersagt. Ausgewachsene Kleidung oder Schuhe der Kinder wurden von der Kleiderkammer gesammelt und gegen passende getauscht. Von Dänen gespendete Kleidung wurde gegen einen Bedürftigkeitsnachweis an Erwachsene und Kinder abgegeben. Es gab eine Schneiderwerkstatt, wo gegebenenfalls die eigene oder von der Kleiderkammer zugeteilte Kleidungsstücke geändert oder repariert werden konnten. Ebenso lief dies mit Schuhen und einer Schusterwerkstatt ab. Eine Schlosser- und Schreinerwerkstatt kümmerte sich um den Erhalt der Baracken und Inneneinrichtung, reparierte die Ess-Behältnisse oder sonstige Gegenstände der Lagerinsassen.
Der Strom der Lampen in den Baracken wurde um 22 Uhr abgeschaltet. Zusätzliche elektrische Anschlüsse gab es in den Baracken nicht. Widerstand regte sich gegen die häufigen Impfungen, die Seuchen vorbeugen sollten. Zu den Wachsoldaten zwischen den Stacheldrahtzäunen sollte man sich nicht unter 50 Meter nähern. Es gab tatsächlich einmal Warnschüsse auf Lagerinsassen, als sich ein Wachsoldat provoziert fühlte.
Mitte 1946 wurden einzelne deutsche Familien, die in Dänemark gelebt hatten und als Kollaborateure verurteilt worden waren, aus ihren Häusern/Wohnungen samt Hausrat und mit eigenen Auto ausgewiesen und in Kløvermarken interniert.
Diskussionen verursachten die zwischen den Barackenblöcken angeordneten Latrinen, die zuerst frei einsehbar standen und erst Mitte des Jahres 1946 einen Sichtschutz bekamen. Die Kübel der Latrinen wurden täglich geleert, sodass sich die Geruchsbelästigung in Grenzen hielt.

## Besonderes
Nordöstlich im Lager war ein Löschwasserteich ausgehoben und der Aushub zu einem etwa zwei bis drei Meter hohen „Berg“ aufgeschichtet worden. Dieser Berg bekam im Lager den Namen „Sehnsuchtshügel“, weil man von ihm aus den vorbeifahrenden Schiffen im Öresund nachschauen konnte.
An nebligen Tagen heulte ein Nebelhorn und wies den Schiffen den Weg in den Kopenhagener Hafen. Das Nebelhorn bekam im Lager den Namen „Seekuh“ und nervte nicht nur nachts die Lagerinsassen, sondern auch die Dänen in der Nachbarschaft des Lagers.
Am östlichen Rand des Lagers lag die Strickers Batteri. Die historische Küstenbatterie, während der Napoleonischen Kriege 1801–1808 nach Plänen eines Ernst Peymann gebaut, war nicht zugänglich und extra eingezäunt. Die Küstenbatterie wurde nach Oberleutnant Justus Alexander Stricker (1775–1841) benannt. Er verteidigte von hier aus den Hafen von Kopenhagen gegen die Napoleonischen Truppen. Die Jungen im Lager sehnten sich diese Anlage als Abenteuerspielplatz, aber durften da nicht hin. Strickers Batteri wurde 1954 gesprengt, man hielt sie für nicht erhaltenswert.
Einziges gemauertes und zweistöckiges Haus im Lager war das ehemalige Flugleitungsgebäude. Das ehemalige Eingangsportal zum Flugplatz war gemauert, das mit zwei Königskronen verziert den eisernen Schriftzug „Fligtningelejr“ trug.
Weil das Lager neu aufgebaut war, gab es in Kløvermarken kaum Ungeziefer, auch keine Mäuse- oder Rattenplage, wie es aus anderen Lagern In Dänemark berichtet wird. Es schlossen sich trotzdem viele Katzen, verbotenerweise von den Lagerinsassen gehegt und gepflegt, den Menschen an. Ihr Lebensraum war der Zwischenraum unter den Baracken, die auf 10-30 cm hohen Pfählen über dem Boden standen.
Die Jugendlichen im Lager gruben unter den Baracken in den sandig lockeren Boden große Höhlenburgen, um unter sich zu sein. Bei Räuberspielen mit anderen „Burgbesatzungen“ wurden auch gegnerische Höhlenburgen zerstört.
Zur besseren Orientierung hatte man die Baracken in den Farben Blau, Gelb, Grün und das typische nordische Rot angestrichen. Block 1 und 2 waren blau, gefolgt von einem Gelbton in den Blöcken 3 und 4. Später verließ man dieses Schema, die Baracken im Bereich 9 waren jede unterschiedlich gestrichen. Man verbrauchte die vorhandene Farbe.